# 박세인
박세인(1991년 9월 24일 ~ )은 대한민국의 배우이다.

## 학력
- 한국예술종합학교

## 출연작

### 영화
- 《인간의 시간》 (2018년) - 규리 역
- 《Shadow》 (2017년) - 선우 역
- 《스포주의》 (2017년) - 주연 역
- 《목욕》 (2017년) - 여자 역
- 《별이 빛나는 밤에》 (2016년) - 채송화 역
- 《양치기들》 (2016년) - 완주 여동생 역
- 《경성학교: 사라진 소녀들》 (2015년) - 에구치 역
- 《녹색의자 2013 - 러브 컨셉츄얼리》 (2013년) - 진주 역

### 드라마
- 《아르곤》 (tvN, 2017년) - 일식집 지배인 역
- 《최종면접》 (웹드라마, 2016년) - 서은 역

### 연극
- 《살기로운 생활》
- 《파란나라》
- 《이사갈 때 버리는 것들》
- 《안전가족》

## 수상
- 2017년 제 4회 피렌체 필름 코르티 페스티벌 여우주연상